# 王金刚 (冰球运动员)
王金刚（1958年5月11日—2018年5月9日）是退役的中國冰球运动员。亦為中國男子冰球代表隊成員、1978年入选国家队。他曾参加1979年至1983年的世界冰球锦标赛。
退役后，王金刚出任中国国家队主教练。（1996年~2002年、2012年~2013年）

## 外部連結
- 王金刚's career statistics at EliteProspects.com